# Noé Willer
 (mars 2009).
Si vous disposez d'ouvrages ou d'articles de référence ou si vous connaissez des sites web de qualité traitant du thème abordé ici, merci de compléter l'article en donnant les références utiles à sa vérifiabilité et en les liant à la section « Notes et références ».
Hubert Sebban, dit Noé Willer, est un auteur-compositeur-interprète français.

## Biographie
Il est surtout connu pour son tube Toi, femme publique (1985), qui se hisse à la 11e position dans les ventes de singles en France.
Son titre suivant, Sur Minitel, qui comporte la mention d'un site en 3615 à une époque de très sévère concurrence, ne sera guère repris par des radios ayant des intérêts dans des sites concurrents.
Il a aussi composé des chansons pour d'autres artistes comme Nicolas Pinelli, Au Fil du Temps, Daniel Hamelin, Flash !, Michel Steffen, Sweeties, Silver, Madéï Thémis et Harry Williams.
En parallèle de sa carrière dans la chanson, il est depuis 1986 expert en peinture moderne à Paris.

## Discographie

### Album
- 1986 : En version originelle

### Singles
- Années 1960 : À qui, à quoi ; Comme un papillon ; Aube
- 1971 : Pouce ; Comment tu vas
- 1972 : On n'a pas les pieds sur terre
- 1973 : Le Monde à l'envers ; Christophe Ben mon Colomb
- 1974 : Adieu Nina
- 1976 : Monique
- 1978 : Attends un peu
- Années 1980 : Qu'est-ce que c'est
- 1982 : En haute fidélité
- 1984 : Je funambule
- 1985 : Toi, femme publique
- 1986 : L'Épouvantail
- 1986 : Sur minitel
- 1988 : En transit
- 1990 : La Nuit

## Filmographie (en tant qu'acteur)
- 1983 : L'émir préfère les blondes
- 1984 : Ronde de nuit
- 1985 : La Baston